# Eduard Mohr (Schriftsteller)
Eduard Christian Mohr (* 30. Oktober 1808 in Kreuznach; † 24. Februar 1892 ebenda) war ein deutscher Kaufmann und Schriftsteller.

## Leben
Sein Vater war Salinenbeamter. Eduard Mohr besuchte das Gymnasium in Kreuznach und war dort ein Schüler von Abraham Voß. Danach machte er eine Ausbildung zum Kaufmann und war viele Jahre lang Vorsteher eines Handelshauses in Amsterdam.  Nachdem sein Geschäft finanzielle Verluste erlitten hatte, zog er nach Wiesbaden und zwei Jahre später nach Kreuznach, wo er im Alter von 83 Jahren starb.

## Werke
- Coligny. Trauerspiel in fünf Aufzügen. Seyffardt, Amsterdam 1857. (Digitalisat)
- Germania bei der Schiller-Feier. Ein Festspiel. Gegeben in Amsterdam am 10. November 1859. Seyffardt, Amsterdam 1859. (Digitalisat)[1]
- Francesco dei Pazzi. Trauerspiel in fünf Aufzügen. Seyffardt, Amsterdam 1862. (Digitalisat)
- Die Launen der Grazien. Festspiel. 1862.[2]
- Die entzweiten Musen. Festspiel in 3 Scenen. Gegeben in Amsterdam bei der Shakespeare-Feier am 23. April 1864. Spin, Amsterdam 1864
- Capitolin. Trauerspiel in 5 Aufzügen. Seyffardt, Amsterdam 1872.(Digitalisat)
- Schwert und Palme. Lustspiel in 5 Aufzügen. Seyffardt, Amsterdam 1874.
- König Saul. Trauerspiel in 5 Aufzügen. Siegismund & Volkening, Leipzig 1881.
- Das Bildnis der Thersandra. Trauerspiel in 5 Aufzügen. Metzler, Stuttgart 1883.
- Das Opfer der Mardachai. Trauerspiel in 5 Aufzügen. Schmithals, Kreuznach 1887.
- Eveline. Trauerspiel in 5 Aufzügen. Barth, Kreuznach 1891.